# Lagunillas, Huitzuco de los Figueroa
Lagunillas är en ort i Mexiko.   Den ligger i kommunen Huitzuco de los Figueroa och delstaten Guerrero, i den sydöstra delen av landet, 140 km söder om huvudstaden Mexico City. Lagunillas ligger 1 190 meter över havet och antalet invånare är 606.
Terrängen runt Lagunillas är lite kuperad. Runt Lagunillas är det ganska glesbefolkat, med 27 invånare per kvadratkilometer. Närmaste större samhälle är Ciudad de Huitzuco, 10,0 km norr om Lagunillas. I omgivningarna runt Lagunillas växer huvudsakligen savannskog.